# ليوبارد 1
ليوبارد 1 (بالألمانية: Leopard 1) هي دبابة قتال رئيسية صممت وأنتجت في ألمانيا الغربية، دخلت الخدمة في عام 1965. طورت ليوبارد في عصر اعتقد فيها أن صواريخ هيت ستكون مدرعات ثقيلة تقليدية ذات قيمة محدودة، ركزت ليوبارد على قوة النيران في شكل إصدار ألماني الصنع من البندقية البريطانية من عيار إل7 105مم، وتحسن الأداء عبر الريف حيث لم تستطع دبابات عصرها مجاراتها.

## المستخدمين الحاليين وعدد الدبابات حسب العام2013
- تركيا 398 دبابة
- اليونان 500 دبابة
- لبنان 43 دبابة اشترتها من بلجيكا
- كندا 66 دبابة
- البرازيل 378 دبابة
- الإكوادور 30 دبابة
- تشيلي 100دبابة
- إيطاليا 120 دبابة في الاحتياط

## المستخدمين السابقين
- ألمانيا
- بلجيكا
- أستراليا
- الدنمارك
- النرويج
- هولندا

صنعتها ألمانيا لتحل محل الدبابة الأمريكية m48 باتون في الجيش الألماني

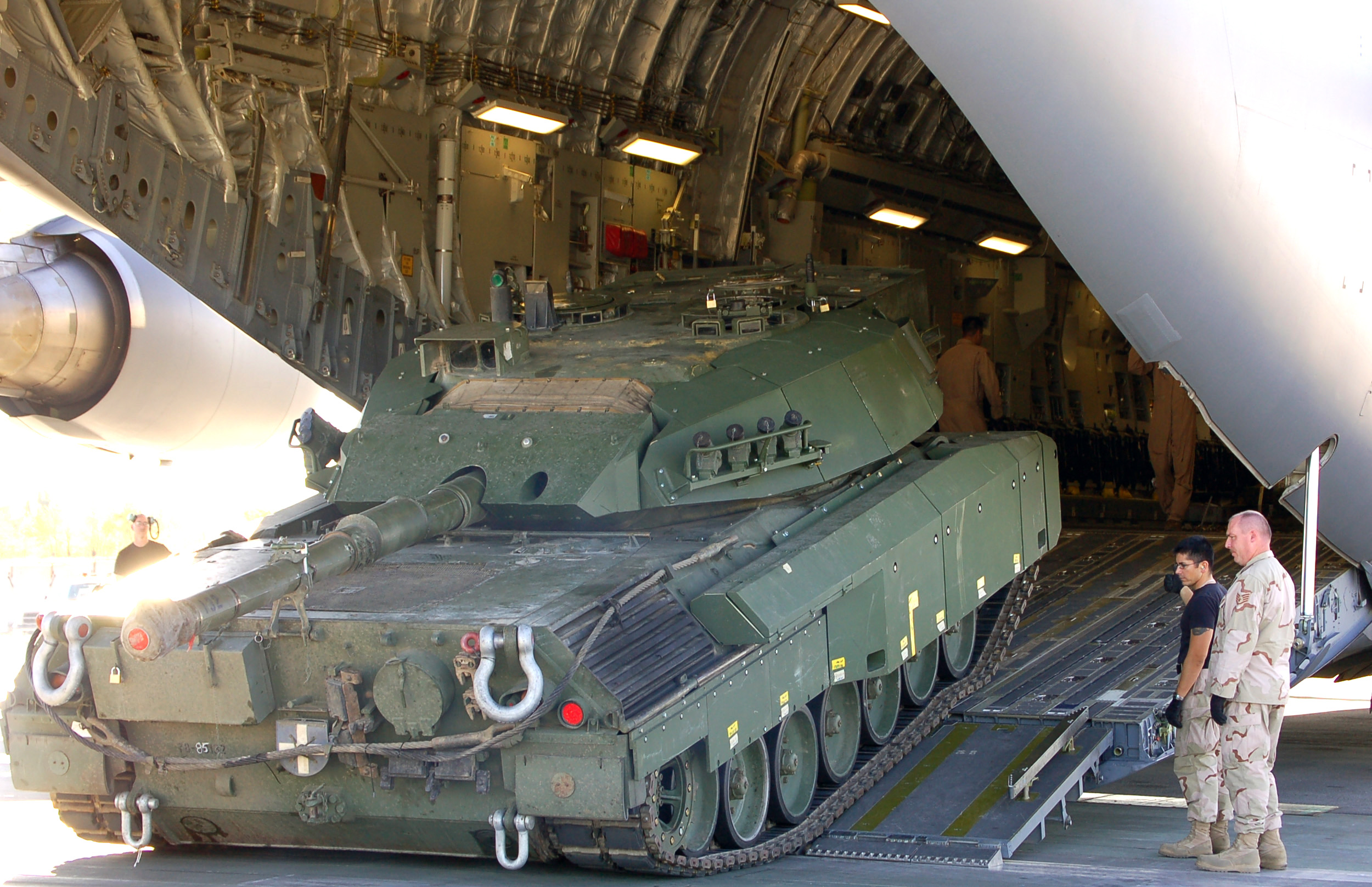
Leopard 1C2 دبابة ليوبارد 1 أثناء شحنها على متن الطائرة العملاقة سي-17